# Більська сільська рада (Чемеровецький район)
Бі́льська сільська́ ра́да — колишня адміністративно-територіальна одиниця та орган місцевого самоврядування в Чемеровецькому районі Хмельницької області. Адміністративний центр — село Біла.

## Загальні відомості
- Територія ради: 3,588 км²
- Населення ради: 1 496 осіб (станом на 2001 рік)
- Територією ради протікає річка Батіжок

## Населені пункти
Сільській раді були підпорядковані населені пункти:
- с. Біла

## Склад ради
Рада складалася з 16 депутатів та голови.
- Голова ради: Горук Василь Євгенович
- Секретар ради: Гречана Тетяна Анатоліївна

### Керівний склад попередніх скликань
| Прізвище, ім'я, по батькові | Основні відомості                                                                       | Дата обрання | Дата звільнення |
| --------------------------- | --------------------------------------------------------------------------------------- | ------------ | --------------- |
| Горук Василь Євгенович      | Сільський голова, 1959 року народження, освіта вища, член Соціалістичної партії України | 26.03.2006   | 31.10.2010      |
| Горук Василь Євгенович      | Сільський голова, 1959 року народження, освіта вища, безпартійний                       | 31.10.2010   |                 |

Примітка: таблиця складена за даними сайту Верховної Ради України

### Депутати
За результатами місцевих виборів 2010 року депутатами ради стали:

#### За суб'єктами висування
| Суб'єкт висування | Кількість обраних депутатів | %    |
| ----------------- | --------------------------- | ---- |
| Самовисування     | 14                          | 87,5 |
| Народна партія    | 2                           | 12,5 |

#### За округами
| № округу       | Прізвище, ім'я, по батькові     | Дата визнання обраним | Освіта             | Партійна приналежність | Відомості про обраного депутата                                             |
| -------------- | ------------------------------- | --------------------- | ------------------ | ---------------------- | --------------------------------------------------------------------------- |
| Народна Партія |                                 |                       |                    |                        |                                                                             |
| 12             | Боднар Анатоллій Анатолійович   | 04.11.2010            | середня спеціальна | член Народної партії   | ВАТ "Укртелеком, бригадир мобільної бригади                                 |
| 15             | Васильків Василь Васильович     | 04.11.2010            | середня            | член Народної партії   | тимчасово не працює                                                         |
| Самовисування  |                                 |                       |                    |                        |                                                                             |
| 1              | Ігнатов Анатолій Іванович       | 04.11.2010            | середня спеціальна | позапартійний          | тимчасово не працює                                                         |
| 2              | Ям'як Михайло Семенович         | 04.11.2010            | незакінчена вища   | позапартійний          | тимчасово не працює                                                         |
| 3              | Ліна Віктор Андрійович          | 15.11.2010            | середня            | позапартійний          | песіонер                                                                    |
| 4              | Драпатий Михайло Михайлович     | 10.01.2011            | вища               | позапартійний          | ТОВ «Оболонь-Агро», завідувач відділом                                      |
| 5              | Коваль Тетяна Григорівна        | 04.11.2010            | середня            | позапартійна           | Дитячий садок «Берізка», помічник вихователя                                |
| 6              | Гречана Тетяна Анатоліївна      | 04.11.2010            | вища               | позапартійна           | Більська загальноосвітня школа І-ІІІ ст., заступник директора               |
| 7              | Лужняк Галина Юріївна           | 04.11.2010            | вища               | позапартійна           | Більська загальноосвітня школа І-ІІІ ст., вчитель української мови          |
| 8              | Ксьоншкевич Вікторія Вікторівна | 04.11.2010            | вища               | позапартійна           | Дитячий садок «Берізка», вихователь                                         |
| 9              | Охотнік Галина Володимирівна    | 04.11.2010            | вища               | позапартійна           | Підприємство «Альма — Віта», робітник                                       |
| 10             | Халайцан Ніна Іванівна          | 04.11.2010            | вища               | позапартійна           | пенсіонер                                                                   |
| 11             | Лаврук Сергій Григорович        | 04.11.2010            | середня спеціальна | позапартійний          | Більська загальноосвітня школа І-ІІІ ст., майстер по ремонту радіоапаратури |
| 13             | Гречаний Віктор Васильович      | 04.11.2010            | середня спеціальна | позапартійний          | тимчасово не працює                                                         |
| 14             | Каніщук Марія Анатоліївна       | 04.11.2010            | вища               | позапартійна           | Дитячий садок «Берізка», завідувач                                          |
| 16             | Данилишин Володимир Васильович  | 04.11.2010            | вища               | позапартійний          | Більське відділення «Оболонь — Агро», охоронець                             |